# Râul Seaca, Coisca
Râul Seaca este un afluent al râului Coisca. 